# Rhyssemodes turcicus
Rhyssemodes turcicus är en skalbaggsart som beskrevs av Riccardo Pittino och Rakovic 1984. Rhyssemodes turcicus ingår i släktet Rhyssemodes och familjen Aphodiidae. Inga underarter finns listade i Catalogue of Life.